# Finski hokejski hram slavnih
Finski hokejski hram slavnih, ki je bil ustanovljen leta 1985, vsebuje najboljše finske hokejiste, hokejske sodnike in druge zaslužne posameznike za finski hokej. Do leta 2007 so bili novo sprejeti člani oštevilčeni. 

## Člani
| 1985 - 1. Kauko Karvonen - 2. Aaro Kivilinna - 3. Erkki Saarinen - 4. Holger Granström - 5. Risto Lindroos - 6. Keijo Kuusela - 7. Juhani Linkosuo - 8. Pentti Isotalo - 9. Matti Rintakoski - 10. Aarne Honkavaara - 11. Eero Salisma - 12. Henry Kvist - 13. Kalle Havulinna - 14. Matti Karumaa - 15. Lotfi Nasib - 16. Jukka Wuolio - 17. Unto Wiitala - 18. Jouko Autero - 19. Harry Lindblad - 20. Jarl Ohlson - 21. Yrjö Hakala - 22. Ossi Kauppi - 23. Tuomo Lindroos - 24. Christian Rapp - 25. Joe Wirkkunen - 26. Esko Niemi - 27. Matti Lampainen - 28. Erkki Koiso - 29. Teppo Rastio - 30. Raimo Kilpiö - 31. Esko Luostarinen - 32. Pertti Nieminen - 33. Heino Pulli - 34. Juhani Lahtinen - 35. Sakari Sillankorva - 36. Jarmo Wasama 1986 - 37. Otto Wuorio - 38. Esko Rekomaa - 39. Seppo Liitsola - 40. Mauno Nurmi - 41. Voitto Soini - 42. Jouni Seistamo - 43. Juhani Wahlsten - 44. Kalevi Numminen - 45. Seppo Nikkilä - 46. Teuvo Myyryläinen - 47. Jorma Suokko - 48. Matti Reunamäki 1987 - 49. Lasse Heikkilä - 50. Matti Keinonen - 51. Seppo Lindström - 52. Lalli Partinen - 53. Lasse Oksanen - 54. Raimo Sepponen | 1988 - 55. Carl-Magnus Brander - 56. Jorma Nykänen - 57. Paavo Pitkänen - 58. Antti Heikkilä - 59. Reijo Hakanen - 60. Jorma Peltonen - 61. Urpo Ylönen - 62. Ilkka Mesikämmen 1989 - 63. Esko Paltanen - 64. Ilpo Koskela - 65. Juha Rantasila - 66. Jorma Vehmanen - 67. Jorma Valtonen 1990 - 68. Pekka Marjamäki - 69. Esa Peltonen - 70. Antti Leppänen - 71. Seppo Repo - 72. Veli-Pekka Ketola 1991 - 73. Karl-Gustav Kaisla - 74. Matias Helenius - 75. Lauri Mononen - 76. Harri Linnonmaa - 77. Matti Murto - 78. Heikki Riihiranta - 79. Juhani Tamminen - 80. Timo Nummelin - 81. Timo Sutinen - 82. Göran Stubb 1992 - 83. Usko Teromaa - 84. Pentti Lund - 85. Hannu Haapalainen - 86. Pertti Koivulahti - 87. Reijo Leppänen - 88. Seppo Suoraniemi - 89. Pertti Valkeapää 1993 - 90. Seppo Ahokainen - 91. Pekka Rautakallio - 92. Martti Jarkko - 93. Lasse Vanhanen 1994 - 94. Eero Saari - 95. Esko Tie - 96. Lasse Litma - 97. Jukka Porvari 1995 - 98. Matti Hagman - 99. Kari Makkonen - 100. Tapio Levo - 101. Mikko Leinonen - 102. Pertti Juhola - 103. Teuvo Honkalinna | 1996 - 104. Henry Leppä - 105. Kari Eloranta - 106. Kalervo Kummola 1997 - 107. Ilkka Sinisalo - 108. Erkki Lehtonen - 109. Teemu Hiltunen 1998 - 110. Tapio Koskinen - 111. Markus Mattsson - 112. Risto Siltanen - 113. Jari Kurri - 114. Pertti Lehtonen - 115. Hannu Kamppuri - 116. Matti Forss - 117. Kai Hietarinta - 118. Aulis Virtanen 1999 - 119. Antero Karapalo 2000 - 120. Timo Susi - 121. Arto Javanainen - 122. Reijo Ruotsalainen - 123. Kari Jalonen - 124. Pekka Tuomisto - 125. Frank Moberg - 126. Arto Lehtiö 2002 - 127. Timo Blomqvist - 128. Tomi Mäkipää 2003 - 129. Jorma Salmi - 130. Jukka Tammi - 131. Arto Ruotanen - 132. Timo Jutila - 133. Hannu Virta - 134. Christian Ruuttu - 135. Pentti Matikainen - 136. Seppo Mäkelä - 137. Pentti Lindegren 2004 - 138. Risto Jalo - 139. Mikko Mäkelä - 140. Esa Keskinen - 141. Petri Skriko - 142. Raimo Summanen - 143. Esa Tikkanen - 144. Timo Turunen - 145. Stig Wetzell - 146. Augustin Bubník - 147. Carl Brewer - 148. Curt Lindström - 149. Alpo Suhonen - 150. Hilpas Sulin - 151. Jarmo Jalarvo - 152. Seppo Helle - 153. Aimo Mäkinen - 154. Martin Saarikangas - 155. Juhani Ikonen - 156. Anssi Kukkonen - 157. Juhani Syvänen - 158. Hannu Lindroos | 2005 - 159. Hannu Kapanen - 160. Markus Ketterer - 161. Sakari Lindfors - 162. Jari Lindroos - 163. Reijo Mikkolainen - 164. Mika Nieminen - 165. Marko Palo - 166. Jouni Rinne - 167. Rauno Korpi - 168. Janne Rautavuori - 169. Lasse Laukkanen - 170. Hannu Ansas - 171. Harri Lintumäki - 172. Tapani Mattila 2006 - 173. Ville Siren - 174. Simo Saarinen - 175. Pekka Järvelä - 176. Hannu Järvenpää - 177. Pekka Arbelius - 178. Timo Saarikoski - 179. Kari Takko - 180. Darren Boyko - 181. Otakar Janecky - 182. Hannu Aravirta - 183. Hannu Jortikka - 184. Jarmo Männistö - 185. Harry Bogomoloff - 186. Urpo Helkovaara 2007 - Marianne Ihalainen - Riikka Välilä - Janne Laukkanen - Antti Törmänen - Anssi Koskinen 2009 - Raimo Helminen - Erik Hämäläinen - Sari Krooks - Tero Lehterä - Jyrki Lumme - Jarmo Myllys - Juha Ylönen - Vladimir Jurzinov - Erkka Westerlund - Rainer Grannas 2010 - Teppo Numminen - Matti Rautiainen - Rauno Mokka - Matti Väisänen 2011 - Marko Kiprusoff - Jere Lehtinen - Janne Ojanen - Mika Strömberg - Jukka Jalonen - Kimmo Leinonen | 2012 - Aki Berg - Juha Lind - Pasi Nurminen - Timo Peltomaa - Hannu Soro - Pertti Kontto - Esa Sulkava 2013 - Iiro Järvi - Ari Sulander - Petri Varis - Pekka Paavola 2014 - Sari Marjamäki - Sami Kapanen - Janne Niinimaa - Ville Peltonen - Anne Haanpää 2015 - Saku Koivu - Pekka Leimu - Tiia Reima - Kimmo Rintanen - Teemu Selänne - Erkki Haapanen - Rauli Virtanen 2016 - Jukka Hentunen - Miikka Kiprusoff - Toni Lydman - Don Baizley - Harry Harkimo 2017 - Erkki Laine - Antti-Jussi Niemi - Fredrik Norrena - Katja Riipi - Sami Salo - Juha Junno 2018 - Kirsi Hänninen - Olli Jokinen - Antero Niittymäki - Jarkko Ruutu - Kimmo Timonen - Jyri Rönn 2019 - Petteri Nummelin - Antti Miettinen - Emma Terho - Hannu Saintula |